# Bichos (livro)
Bichos é um livro de contos da autoria de Miguel Torga, publicado pela primeira vez em 1940. Atingiu, em edição de autor, 11 edições. 
Bichos combina a requintada escrita de Torga, tornando cada animal apresentado numa pessoa.

## Contos
Cada uma das histórias tem como personagem principal um animal, em luta com os elementos da natureza, Deus ou o Homem. Os mitos rurais e pastoris misturam-se com motivos religiosos e estão bem presentes na obra do autor, como se verifica em Vicente, a última das 14 histórias do livro. As restantes são:
- Nero
- Mago
- Madalena
- Morgado
- Bambo
- Tenório
- Jesus
- Cega-Rega
- Ladino
- Ramiro
- Farrusco
- Miura
- O Senhor Nicolau